# Tourette-Revest
Antico comune delle Alpi Marittime, il comune di Torretta Revesto (in francese Tourette-Revest), è stato soppresso nel 1871 e separato in due nuovi comuni indipendenti:
- Revesto dell'Esterone ( in francese Revest-de-l'Estéron), rinominato Revesto le Rocche (in francese Revest-les-Roches) nel 1933.
- Torretta, in francese Tourette-du-Château.